# Stygian Cove
Die Stygian Cove (englisch für Düstere Bucht) ist eine kleine Bucht im Norden von Signy Island im Archipel der Südlichen Orkneyinseln. Sie liegt unmittelbar westlich des Berry Head.
Der norwegische Walfängerkapitän Petter Sørlle (1884–1933) nahm zwischen 1912 und 1913 eine grobe Kartierung vor, die im Jahr 1933 von Teilnehmern der britischen Discovery Investigations wiederholt wurde. Der Falkland Islands Dependencies Survey benannte sie nach einer Vermessung im Jahr 1947. Namensgebend ist der Umstand, dass die Bucht durch die steilen Kliffs des Robin Peak an ihrem Westrand komplett beschattet wird.